# Starkoč
Starkoč (en allemand : Starkotsch) est une commune du district de Kutná Hora, dans la région de Bohême-Centrale, en République tchèque. Sa population s'élevait à 132 habitants en 2020.

## Géographie
Starkoč se trouve à 9 km au nord-est de Čáslav, à 18 km à l'est de Kutná Hora et à 79 km à l'est-sud-est de Prague.
La commune est limitée par Semtěš au nord, par Podhořany u Ronova à l'est, par Bílé Podolí au sud, par Vinaře au sud-ouest, par Vrdy à l'ouest et par Lovčice, un quartier séparé de Bílé Podolí au nord-ouest.

## Histoire
La première mention écrite de la localité date de 1352.